# Carlos Pérez del Valle
Carlos Pérez del Valle (Valencia, España; 1961) es un jurista español, catedrático de Derecho Penal y magistrado en excedencia. Fue rector de la Universidad Abad Oliva CEU entre 2009 y 2017 y decano de la Facultad de Derecho de la Universidad CEU San Pablo entre 2017 y 2020.

## Formación
Licenciado en Derecho por la Universidad de Valencia en 1983 y Doctor en Derecho por la Universidad Complutense de Madrid en 1993, con la tesis doctoral Conciencia y derecho penal. Límites a la eficacia del derecho penal en comportamientos de conciencia dirigida por Enrique Bacigalupo Zapater. El tribunal, presidido por Enrique Gimbernat Ordeig, otorgó la máxima calificación (apto cum laude) a la tesis doctoral, publicada como libro en 1994.

## Trayectoria
En 1984 accedió por oposición al Cuerpo Jurídico Militar en el que alcanzó el empleo de Comandante Auditor. Fue letrado del Gabinete Técnico del Tribunal Supremo entre 1991 y 1999. Como magistrado ocupó las plazas de juez de lo Penal en Alicante y magistrado de la Audiencia Provincial de Barcelona. Fue profesor ordinario de la Escuela Judicial del Consejo General del Poder Judicial en Barcelona entre 2004 y 2009 en el área de derecho penal y derecho procesal penal.
Su carrera académica se inició en la Universidad CEU San Pablo CEU en 1987, y posteriormente fue profesor titular de la Universidad Rey Juan Carlos y de la Universidad CEU Cardenal Herrera. Ha sido catedrático en la Universidad Abad Oliba CEU y en la actualidad lo es en la Universidad CEU San Pablo CEU.
Fue investido doctor honoris causa por la Universidad de Huánuco, Perú, profesor invitado ilustre en la Pontificia Universidad Católica Argentina Santa María de los Buenos Aires, Argentina, profesor invitado de honor en la Universidad Mayor Real y Pontificia San Francisco Xavier de Chuquisaca, Bolivia y, desde 2017, miembro del Istituto Internazionale di Studi Europei Antonio Rosmini, con sede en Bolzano, Italia.

## Actividad académica e investigadora
Su actividad investigadora se ha dirigido, por un lado, a la filosofía del derecho penal. En esta línea, fue becario de la Fundación Alexander von Humboldt en el Seminario de Filosofía del Derecho de la Universidad de Bonn en 2001 y 2002, dirigido entonces por Günther Jakobs. Sus estudios en este punto se refieren, por una parte, al estudio crítico de la influencia de la filosofía idealista (sobre todo de Kant y Hegel) y del neo-idealismo en la dogmática penal, especialmente en la teoría de la imputación; y, por otra, a una fundamentación iusnaturalista del derecho penal a partir del tomismo, en la que es próximo a John Finnis.
Ha desarrollado también líneas de investigación vinculadas a las relaciones entre la dogmática penal y el proceso penal, las repercusiones de la teoría de la imputación en el moderno derecho penal económico –entre otros, un proyecto DAAD en la Universidad de Münster- o las relaciones entre derecho penal y bioética. En esta última dirección, se ha mostrado frecuentemente contrario a las reformas legales que liberalizan el aborto o la eutanasia, también en artículos de prensa o en entrevistas. Recientemente ha abordado el tema de la utilización del derecho penal por los populismos políticos.
En el ámbito del derecho penal comparado, fue colaborador en diferentes proyectos de investigación sobre derecho comparado del Instituto Max-Planck de derecho penal extranjero e internacional, hoy Max-Planck-Institut zur Erforschung von Kriminalität, Sicherheit und Recht (Friburgo de Brisgovia) y ha dirigido e intervenido en diferentes proyectos de investigación o de formación de ámbito europeo (acciones AGIS o proyectos Twinning de la Unión Europea y de la European Justice Training Network.
Como profesor invitado ha impartido o imparte docencia en la Universidad de Navarra, en la Universidad Panamericana de México (campus Guadalajara), en la Pontificia Universidad Católica Argentina Santa María de los Buenos Aires, en la Universidad Católica de La Plata, en la Universidad Fasta de Mar del Plata, en la Universidad de Huánuco, en la Universidad Católica de Colombia, en la Universidad de Padua, en la Universidad de Cagliari, en la Universidad Europea de Roma o en el Institut Catholique d'Études Supérieures, entre otras universidades e instituciones docentes.
Es autor de un manual de la Parte General del Derecho penal (Lecciones de Derecho penal), de varios libros individuales y de más de 80 artículos o capítulos de libros colectivos.

## Publicaciones y divulgación
Libros individuales:
- Conciencia y Derecho penal (Granada, 1994)[18]

- Teoría de la prueba y Derecho penal (Madrid, 1999)

- La protección de la vida humana a través del Derecho: estrategias, argumentos y algunas falacias( Valencia, 2004)[19]

- Estudios de Filosofía política y del Derecho penal, Universidad del Externado (Bogotá, 2005)[20]

- Estudios sobre la independencia judicial y el Derecho procesal (Lima, 2005)[21]

- Estudio sobre los fundamentos del Derecho penal (Madrid, 2007)[22]

- Valoración de la prueba, Poder Judicial (La Paz, 2008)

- La imprudencia en el Derecho penal (Barcelona, 2012)[23]

- Lecciones de Derecho Penal. Parte General (Madrid, 2016)[24]

Algunos artículos o capítulos en libros:
- El derecho penal como instrumento de los populismos: reflexiones en torno al denominado populismo punitivo en Uribe Otalora (dir.), Nuevos retos para la democracia liberal: nacionalismos y populismos en Europa (Valencia, 2021)[25]

- Derecho penal y significación moral de la pena en John Finnis. Revista Persona y Derecho N.º 83. (2020)[26]

- Pœna forensis y retribución. Propuesta para la restauración de una teoría. InDret Penal. Revista para el Análisis del Derecho. (2020)[27]

- Culpabilidad y medida de la pena en Díaz y García Conlledo y otros (dir.), Libro homenaje al Profesor Diego Manuel Luzón Peña, Vol. 2, (2020)[28]

- Administración desleal, unidad de acción y continuidad delictiva en Diario La Ley, N.º 9741 (2020)[29]

- Überlegungen zur Strafe und Vergeltung bei Kant, Jahrbuch für Recht und Ethik (JRE) 27 Bd (Strafrecht und Philosophie)[30]